# Новая Сэлкуца
Новая Сэлкуца, Сэлкуца Ноуэ (рум. Sălcuța Nouă) — село в Каушанском районе Молдавии. Наряду с селом Новые Кырнацены входит в состав коммуны Новые Кырнацены.

## География
Село расположено на высоте 27 метров над уровнем моря.
У села протекает река Ботна.

## Население
По данным переписи населения 2004 года, в селе Новая Сэлкуца проживает 359 человек (183 мужчины, 176 женщин).
Этнический состав села:
| Национальность | Число жителей | Процентный состав |
| -------------- | ------------- | ----------------- |
| молдаване      | 348           | 96.94             |
| румыны         | 5             | 1.39              |
| украинцы       | 4             | 1.11              |
| русские        | 2             | 0.56              |
| Всего          | 359           | 100%              |